# Yeovil Junction
Yeovil Junction – stacja kolejowa w mieście Yeovil w hrabstwie Somerset, dystrykcie South Somerset na granicy z hrabstwem Dorset na linii kolejowej West of England Main Line, jedna z dwóch stacji w tym mieście (druga to Yeovil Pen Mill), choć nieskomunikowanych ze sobą. Stacja bez trakcji elektrycznej. 

## Ruch pasażerski
Stacja obsługuje ok. 130 876 pasażerów rocznie (dane za rok 2021/2022). Posiada bezpośrednie połączenia z Exeterem, Londynem Waterloo i Salisbury. Pociągi odjeżdżają ze stacji w odstępach dwugodzinnych w każdą stronę. 

## Obsługa pasażerów
Automat biletowy, kasa biletowa, przystanek autobusowy, parking na 90 miejsc samochodowych i 2 rowerowych. Na stacji znajduje się bufet, który został wyróżniony w 2009 r. w konkursie na najlepsze bufety dworcowe.